# Frank Adisson
Frank Adisson (Tarbes, 24 de julio de 1969) es un deportista francés que compitió en piragüismo en la modalidad de eslalon.
Participó en tres Juegos Olímpicos de Verano, entre los años 1992 y 2000, obteniendo en total dos medallas, oro en Atlanta 1996 y bronce en Barcelona 1992, ambas en la prueba de C2 individual. Ganó 9 medallas en el Campeonato Mundial de Piragüismo en Eslalon entre los años 1991 y 1999, y una medalla de plata en el Campeonato Europeo de Piragüismo en Eslalon de 2000, en la prueba de C2 individual.

## Palmarés internacional
| Juegos Olímpicos   | Juegos Olímpicos         | Juegos Olímpicos  | Juegos Olímpicos |
| Año                | Lugar                    | Medalla           | Competición      |
| ------------------ | ------------------------ | ----------------- | ---------------- |
| 1992               | Barcelona (España)       | Medalla de bronce | C2 individual    |
| 1996               | Atlanta (Estados Unidos) | Medalla de oro    | C2 individual    |
| Campeonato Mundial |                          |                   |                  |
| Año                | Lugar                    | Medalla           | Competición      |
| 1991               | Tacen (Yugoslavia)       | Medalla de oro    | C2 individual    |
| 1991               | Tacen (Yugoslavia)       | Medalla de oro    | C2 por equipos   |
| 1993               | Mezzana (Italia)         | Medalla de plata  | C2 por equipos   |
| 1993               | Mezzana (Italia)         | Medalla de bronce | C2 individual    |
| 1995               | Nottingham (Reino Unido) | Medalla de plata  | C2 individual    |
| 1995               | Nottingham (Reino Unido) | Medalla de plata  | C2 por equipos   |
| 1997               | Três Coroas (Brasil)     | Medalla de oro    | C2 individual    |
| 1997               | Três Coroas (Brasil)     | Medalla de oro    | C2 por equipos   |
| 1999               | Seo de Urgel (España)    | Medalla de bronce | C2 por equipos   |
| Campeonato Europeo |                          |                   |                  |
| Año                | Lugar                    | Medalla           | Competición      |
| 2000               | Mezzana (Italia)         | Medalla de plata  | C2 individual    |